# Leonard Matlovich
Leonard P. Matlovich (Savannah, 6 de julho de 1943 – West Hollywood, 22 de junho de 1988) foi um militar americano, veterano da Guerra do Vietnã, instrutor de relações raciais e condecorado com a Estrela de Bronze e o Coração Púrpura.
Matlovich foi o primeiro militar gay em serviço ativo a declarar sua condição, de modo a combater a proibição à presença de homossexuais nas Forças Armadas dos Estados Unidos e talvez o gay mais conhecido nos Estados Unidos na década de 1970 depois de Harvey Milk. Sua luta para permanecer na Força Aérea dos Estados Unidos após sair do armário se tornou uma cause célèbre em torno da qual se envolveu a comunidade gay. Seu caso motivou grande número de artigos e reportagens em jornais e revistas em todo o país, numerosas entrevistas televisivas, e um telefilme na NBC. Foi capa da edição de 8 de setembro de 1975 na revista Time, tornando-o um símbolo para milhares de defensores da causa LGBT, dentro e fora das Forças Armadas dos Estados Unidos. Matlovich a primeira pessoa abertamente homossexual a aparecer na capa de uma revista americana. De acordo com o autor Randy Shilts, "isso marcou a primeira vez na qual o jovem movimento LGBT fez a capa de uma revista semanal de grande circulação. Para um movimento ainda lutando em busca de legitimidade, o evento foi um grande ponto de viragem."  Em outubro de 2006, Matlovich foi homenageado pela LGBT History Month como um líder na história da Comunidade LGBT.

## Início e carreira
Nascido em Savannah, Geórgia, Leonard Matlovich era o único filho homem de um sargento de carreira da Força Aérea. Matlovich passou a infância em bases militares, em geral no Sul dos Estados Unidos. Matlovich e sua irmã foram criados na Igreja Católica Romana. Não muito tempo após seu alistamento, aos 19 anos, os Estados Unidos aumentaram as ações militares no Vietnã, mais ou menos 10 anos após a França ter se retirado do país após a Primeira Guerra da Indochina. Matlovich voluntariou-se para o serviço no Vietnã e lá serviu por três anos. Ele ficou seriamente ferido após ter pisado numa mina terrestre em Đà Nẵng.
Enquanto servia na Flórida, próximo a Fort Walton Beach, ele começou a frequentar bares gays na vizinha Pensacola. "Eu conheci o presidente de um banco, um frentista - eles eram todos homossexuais", Matlovich comentou numa entrevista anos depois. Quando ele fez 30 anos, dormiu com outro homem pela primeira vez. Ele assumiu sua sexualidade para os amigos, mas continuou a esconder o fato de seu comandante. Tendo percebido que o racismo com o qual crescera era errado, ele voluntariou-se para dar aulas de Relações Raciais na Força Aérea, disciplina que fora criada após vários conflitos e incidentes havidos nas Forças Armadas no final da década de 1960 e início da de 1970. Ele tornou-se tão bem-sucedido na tarefa que a Força Aérea dos Estados Unidos mandou-o para vários lugares do país para treinar e preparar outros instrutores. Matlovich gradualmente percebeu que a discriminação enfrentada pelos gays era similar à enfrentada pelos afro-americanos.

## Ativismo
Em março de 1974, anteriormente desconhecedor do movimento gay organizado, ele leu uma entrevista no Air Force Times com o ativista gay Frank Kameny, que aconselhara vários homossexuais dentro das Forças Armadas ao longo dos anos. Matlovich entrou em contato com Kameny, que lhe disse da procura por um homossexual no serviço ativo com uma ficha limpa para criar um caso que desafiasse a proibição da homossexualidade imposta pelos militares. Quatro meses mais tarde, ele encontrou-se com Kameny na casa deste último em Washington, D.C.. Após vários meses de discussões com Kameny e o advogado David Addlestone, eles formularam um plano: Matlovich entregou pessoalmente uma carta ao seu superior na Base Aérea da Langley em 6 de março de 1975. Quando seu superior perguntou: "o que significa isto?", Matlovich respondeu, "significa Brown versus the Board of Education" - uma referência à decisão histórica de 1954 promulgada pela Suprema Corte dos Estados Unidos criminalizando a segregação racial nas escolas públicas.
Talvez o aspecto mais doloroso de toda a experiência para Matlovich tenha sido a revelação aos pais. Ele contou à mãe pelo telefone. Ela ficou tão chocada que recusou-se a contar ao pai de Matlovich. A primeira reação dela foi pensar que Deus a estava punindo por algo que ela fizera, mesmo que sua crença católica não sancionasse tal noção. Em seguida, ela imaginou que seu filho não orara o bastante ou não havia ido a psiquiatras. O pai soube após ler num jornal, após o fato ter se tornado público no Memorial Day (no último domingo de maio) de 1975 através de um artigo de primeira página no The New York Times e no programa televisivo noturno CBS Evening News with Walter Cronkite. Matlovich recorda-se: "ele chorou por duas horas." Após isso, o pai disse à esposa que, "se ele pode aguentar isso, eu posso aguentar isso."

## Dispensa e processo judicial
À época, a Força Aérea possuía uma exceção razoavelmente maldefinida que permitia gays continuarem a servir se houvesse circunstâncias extenuantes. Tais circunstâncias podiam ser imaturidade, alcoolismo, serviço exemplar ou uma experiência fortuita (conhecida sarcasticamente como regra "rainha por um dia").  Durante a audiência administrativa da dispensa de Matlovich, ocorrida em setembro de 1975, um advogado da Força Aérea perguntou-lhe se ele assinaria um documento jurando "nunca mais praticar a homossexualidade novamente" em troca do direito à permanência na Força Aérea. Matlovich recusou. Apesar de seu histórico militar exemplar, dos seus períodos de serviço no Vietnã, das boas avaliações, a decisão colegiada considerou inapto para o serviço militar, sendo-lhe recomendada uma dispensa geral sob condições honoráveis. O comandante da base, Alton J. Thogersen, citando o histórico de Matlovic, recomendou que fosse elevado para a condição de Honorável. O secretário da Força Aérea concordou, confirmando a dispensa de Matlovich em outubro de 1975
Ele moveu um processo judicial pela reintegração, mas esse acabou sendo longo, com constantes transferências entre os tribunais. Quando, em setembro de 1980, a Força Aérea não conseguiu oferecer ao juiz Gerhard Gesell uma explicação do porquê de Matlovich não atingir os critérios para a exceção (que já haviam sido eliminados mais ainda podiam ser aplicados a ele), Gesell determinou sua reintegração à Força Aérea, com as devidas promoções. Em vez disso, a USAF ofereceu a Matlovich um acordo pecuniário. Convencido de que os militares arranjariam outra razão para dispensá-lo se ele reingressasse no serviço ativo ou que o conservadorismo da Suprema Corte decidiria contra ele no caso de um recurso da Força Aérea, Matlovich aceitou. O valor, baseado em valores retroativos, futuro e na pensão, foi de 160 000 dólares, por volta de 395 000 dólares em valores de 2016.

## Excomunhão
Mórmon convertido e Élder durante sua permanência em Hampton, na Virgínia, Matlovich desentendeu-se com A Igreja de Jesus Cristo dos Santos dos Últimos Dias e por sua oposição ao comportamento dos homossexuais: ele foi excomungado duas vezes pela Igreja por atos homossexuais. A primeira excomunhão aconteceu em 7 de outubro de 1975 em Norfolk, Virgínia e novamente em 17 de janeiro de 1979, após sua aparição no The Phil Donahue Show em 1978, sem ser rebatizado. Mas a essa época Matlovich já deixara completamente de seguir os mandamentos mórmons.

## Estabelecimento, últimos anos e doença
A partir do momento em que seu caso foi revelado ao público, Matlovich foi repetidamente chamado por grupos ativistas gays para ajudá-los a levantar fundos e fazer a defesa contra a discriminação anti-homofóbica, ajudando a liderar campanhas contra os esforços de Anita Bryant em Miami, Flórida, para derrubar um dispositivo legal antidiscriminação e a tentativa de John Briggs para impedir professores gays na Califórnia. Às vezes ele foi criticado por indivíduos mais à esquerda do que ele se tornara: "penso que muitos gays são forçados a adotarem posturas liberais apenas porque ali eles podem encontrar o tipo de apoio que precisam para estar na sociedade", Matlovich notou certa vez. Após sua dispensa, ele mudou-se da Virgínia para a capital Washington e em 1978 para San Francisco, na Califórnia. Em 1981, ele mudou-se para a localidade de Guerneville, onde usou os recursos do acordo judicial para abrir uma pizzaria.
Com o surto da epidemia de HIV/AIDS nos Estados Unidos no final da década de 1970, a vida pessoal de Leonard foi tomada pela histeria com o vírus que culminou durante a década seguinte. Ele vendeu a pizzaria em 1984, mudando-se para a Europa por alguns meses, onde, durante uma visita ao túmulo conjunto das amantes Gertrude Stein e Alice B. Toklas e ao túmulo de Oscar Wilde no Cemitério Père Lachaise em Paris, na França, Matlovich teve a ideia de um memorial gay nos Estados Unidos. Ele retornou brevemente a Washington, D.C., em 1985 e de lá para San Francisco, onde vendeu automóveis Ford e mais uma vez tornou-se fortemente envolvido nas causas LGBT e na luta por melhores educação e tratamento para os portadores do HIV e da AIDS.
Em 1986, Matlovich sentiu-se fatigado e logo em seguida contraiu uma prolongada infecção no peito da qual ele não conseguia se curar. Quando finalmente procurou um médico, em setembro daquele ano, recebeu o diagnóstico de HIV/AIDS. Fraco demais para continuar seu trabalho enquanto vendedor de carros, ele esteve entre os primeiros a receber tratamento com o antirretroviral Zidovudina (mais conhecido como AZT), mas seu prognóstico não era encorajador. Ele passou a receber pensão por incapacidade e tornou-se um grande defensor das pesquisas com o HIV/AIDS, que estava matando milhares de pessoas na área da baía de São Francisco e nacionalmente. Em 1987, ele anunciou no televisivo matutino Good Morning America que contraíra o HIV e foi preso com outros manifestantes em frente da Casa Branca em junho daquele ano, em protesto àquilo que eles acreditavam ser uma resposta inadequada à HIV-AIDS pela administração do presidente Ronald Reagan.
Apesar do agravamento de seu estado de saúde, ele fez seu último e emocionado discurso em frente ao Capitólio estadual da Califórnia, em Sacramento:
| “ | ...E eu quero que vocês olhem a bandeira, a nossa bandeira arco-íris, e eu quero que vocês olhem para ela com orgulho em seus corações, porque nós também temos um sonho. E qual é o nosso sonho? O nosso sonho é mais que o sonho americano. É um sonho universal. Porque na África do Sul, nós somos negros e brancos, e na Irlanda do Norte, nós somos protestantes e católicos, e em Israel somos judeus e muçulmanos. E nossa missão é alcançar e ensinar as pessoas a amar e não a odiar. E vocês sabem que, antes da realidade da situação diante da qual nós nos encontramos como indivíduos, a única coisa que temos em comum é a nossa sexualidade. E na crise da AIDS - e eu tenho AIDS - e na crise da AIDS, se há alguma palavra que descreva a reação de nossa comunidade à AIDS, essa palavra é amor, amor, amor. | ” |

## Morte
Em 22 de junho de 1988, menos de um mês antes de seu 45º aniversário, Matlovich faleceu em Los Angeles vítima de complicações AIDS sob uma grande foto de Martin Luther King, Jr. Seu túmulo, com o objetivo de ser um memorial para todos os veteranos gays, não leva seu nome. Nele se lê, "When I was in the military, they gave me a medal for killing two men and a discharge for loving one" (tradução: "Quando estive nas Forças Armadas, eles deram-me uma medalha por matar dois homens e uma dispensa por amar um").

## Legado

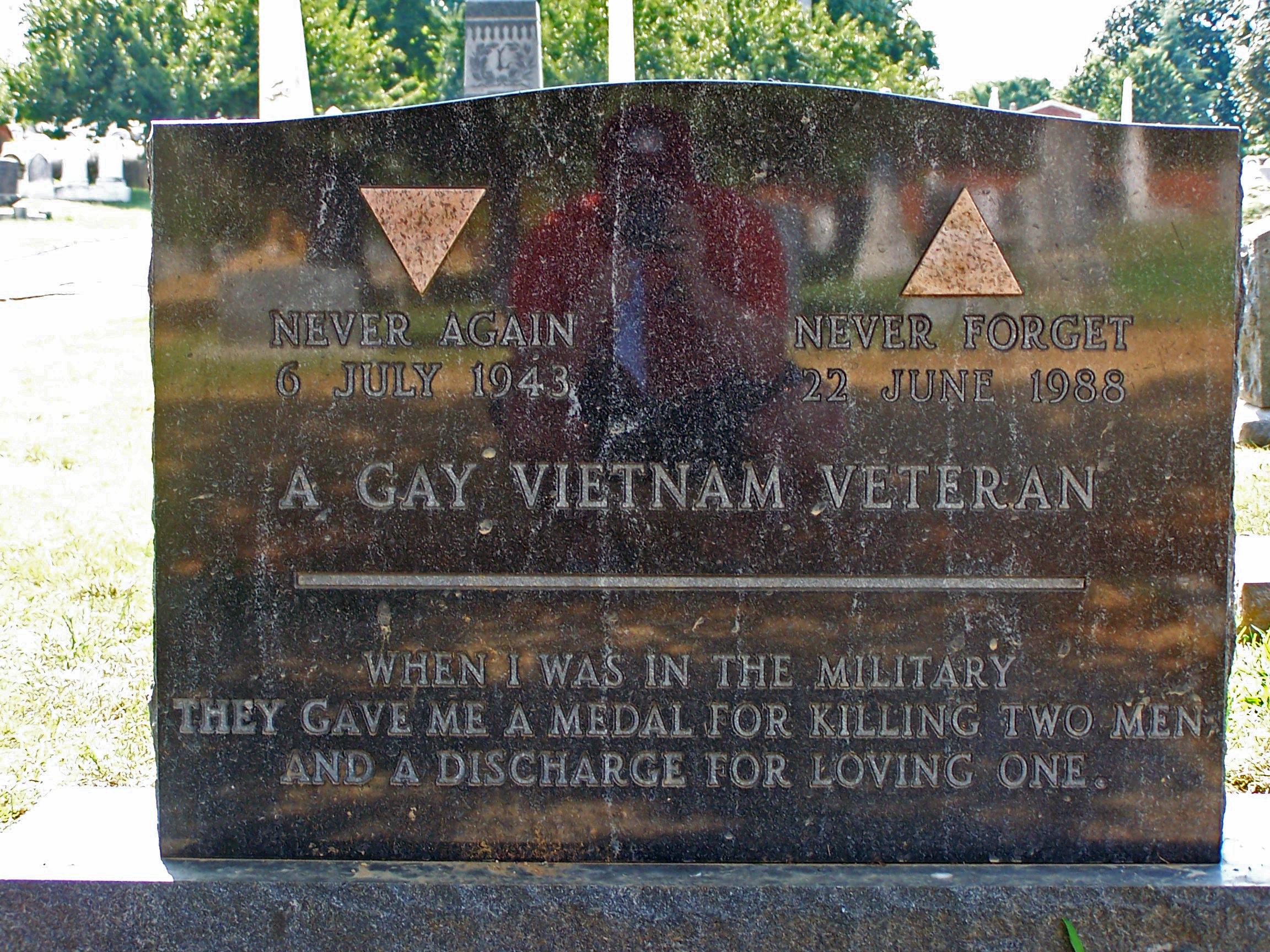
O túmulo de Matlovich no Cemitério do Congresso, onde se lê (tradução):
"Um veterano gay do Vietnã
Quando estive nas Forças Armadas, eles deram-me uma medalha por matar dois homens e uma dispensa por amar um."

Antes de sua morte, Matlovich doou seu papéis pessoas e sua memorabília à GLBT Historical Society, um museu, arquivo e centro de pesquisa em San Francisco. A sociedade apresentou a história de Matlovich em suas exposições: "Out Ranks: GLBT Military Service From World War II to the Iraq War", aberta em junho de 2007 e "Our Vast Queer Past: Celebrating San Francisco's GLBT History", aberta em janeiro de 2011 no novo GLBT History Museum no bairro de Castro. Uma placa de bronze em sua memória foi instalada perto da entrada do apartamento no qual ele viveu, na esquina das ruas 18th e Castro em San Francisco. Em outubro de 2012, outra placa maior foi instalada em Chicago como parte da Legacy Walk, um museu a céu aberto com figuras históricas, tais como  Milk, Wilde, Barbara Gittings, Bayard Rustin e Alan Turing. Em 2013, um memorial dedicado a Kameny (1925–2011) foi colocado próximo ao de Matlovich.
Michael Bedwell, amigo próximo e executor do inventário de Matlovich, criou uma página em homenagem a Matlovich e a outros veteranos gays. A página inclui uma história da proibição aos homossexuais nas Forças Armadas dos Estados Unidos antes e depois de sua transformação na política do "Don't Ask, Don't Tell" e ilustra o papel que os veteranos gays no combate à proibição tiveram nos primeiros desenvolvimentos do movimento pelos direitos dos homossexuais nos Estados Unidos.
O túmulo de Matlovich tornou-se um polo de atração de visitantes e de cerimônias LGBT desde seu enterro. Ativistas incluindo o tenente do Exército Dan Choi, a sargento Miriam Ben-Shalom e membros da GetEQUAL fizeram uma vigília no túmulo de Matlovich em 10 de novembro de 2010 antes de se acorrentarem à grade da Casa Branca - e de serem presos em seguida - para protestar contra a política dos militares conhecida como "Don't Ask, Don't Tell". Em maio de 2011, o veterano do Iraque, capitão Stephen Hill e seu parceiro Josh Snyder, escolheram casar-se próximo ao túmulo para homenagear a luta de Matlovich contra a proibição original.